# Sydney Chaplin
Sydney John Chaplin (n. Sydney John Hill, n. 16 martie 1885, Londra, Regatul Unit al Marii Britanii și Irlandei – d. 16 aprilie 1965, Nisa, Franța) a fost un actor englez, fratele vitreg al lui Charlie Chaplin.

## Filmografie (selecție)
- Charlot, om preistoric (1914) ca polițist
- A Dog's Life (1918)
- The Bond (1918)
- Shoulder Arms (1918)
- King, Queen, Joker (1921)
- Pay Day (1922)
- The Pilgrim (1923)
- The Rendezvous (1923)
- Her Temporary Husband (1923)
- The Galloping Fish (1924)
- The Perfect Flapper (1924)
- The Man on the Box (1925)
- Charley's Aunt (1925)
- The Better 'Ole (1926)
- Oh! What a Nurse! (1926)
- The Fortune Hunter (1927)
- The Missing Link (1927)
- A Little Bit of Fluff (1928)
- Ținutul faraonilor (1955) ca Treneh, căpitanul gărzilor faraonului

## Legături externe
- Website dedicated to Sydney Chaplin by Lisa K. Stein
- Biography of Sydney Chaplin by Linda Wada
- Sydney Chaplin la Internet Movie Database
- Sydney Chaplin at Virtual History

## Vezi și
- Listă de actori englezi